# Steen Møller
Steen Langkilde Møller (født 2. september 1967) er en tidligere  dansk politiker, som fra 2006 til 2017 var medlem af Odense Byråd, valgt for Det Konservative Folkeparti. Siden den 24. oktober 2011 var han også rådmand i Odense efter forgængeren Jan Boyes pludselige død. Først for By og Kulturforvaltningen og fra 1. januar 2014 for Beskæftigelses- og Socialforvaltningen (tidl. Social og Arbejdsmarkedsforvaltningen). 
Derudover bestred han også poster som formand for henholdsvis Odense Zoo og Nordatlantisk Hus, samt medlem af bestyrelserne for Brandts, HF & VUC Fyn og Det Grønlandske Hus i Odense. Han har været medlem af Vækstforum, KL's Arbejdsmarkeds- og Erhvervsudvalg, Regionalt Arbejdsmarkedsråd Fyn samt KKR. Steen Møller var medinitiativtager til opførelsen af Veteranhjem Odense, og formand for byggeudvalget for veteranhjemmet, som Kronprins Frederik åbnede i marts 2019.
Steen Møller var i perioden 2015-18 formand for Civitas, der er en sammenslutning af mere end 300 europæiske byer, der arbejder for bæredygtig og miljøvenlig transport. Han blev i 2013 udpeget til ledelsen for organisationen af EU-kommissionen.
Steen Møller arbejder siden august 2020 som chef i Middelfart Kommune, først som Stabschef og siden foråret 2022 med ansvaret for Kultur- og Fritidsområdet. Han har tidligere arbejdet som sekretariatschef for Danish Water Services, afdelingsleder i Det Konservative Folkeparti og medlemssekretær i Folketinget. Han var valgt til Fyns Amtsråd i perioden 1998-2006. Møller voksede op i Nr. Lyndelse, blev student fra Midtfyns Gymnasium i 1986 og civiløkonom fra Syddansk Universitet i 1998. 
Steen Møller er gift med Anna, med hvem han har tre børn, David (f. 1999), Sarah (f. 2000) og Maria (f. 2004).